# Misiones católicas en la Comandancia General de Maynas

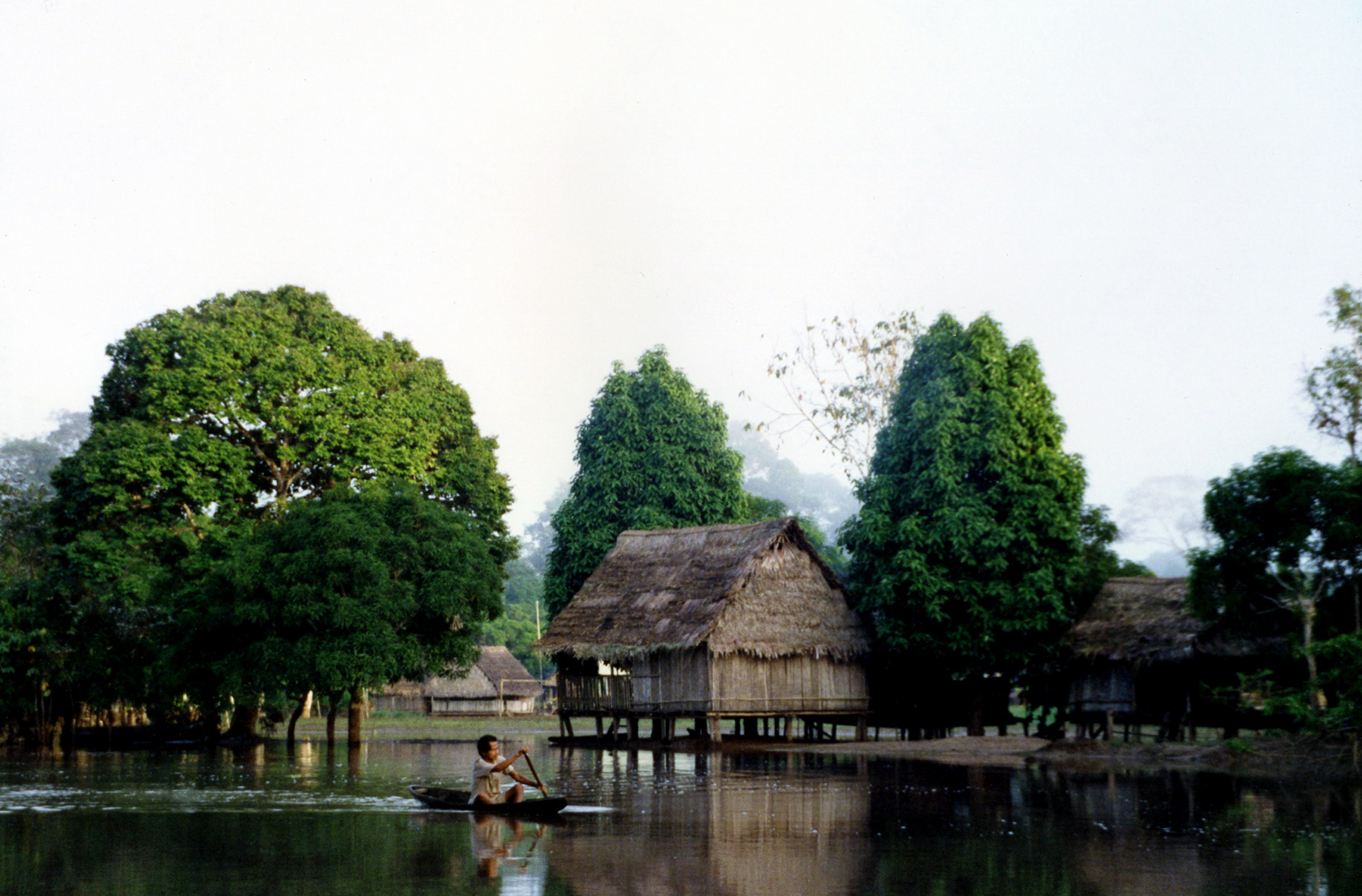
Selva de Várzea en la localidad de Palmeras II en el distrito de Indiana en las afueras de Iquitos, Provincia de Maynas.

La historia de las misiones católicas en la Comandancia General de Maynas se refiere al desarrollo de los proyectos evangelizadores para con los pueblos indígenas de la amazonía occidental dentro de los límites del Imperio español. Empezó con las primeras expediciones de los conquistadores buscando el País de la Canela y descubriendo en lugar de ello el Río Amazonas. Funcionó también como una manera de tomar control sobre estos territorios buscando generar nuevas ciudades. Tuvo su apogeo con la Compañía de Jesús que se asentó en la ciudad de Quito como punto de partida de las misiones, continuó después de la expulsión de los jesuitas con el reemplazo de religiosos de otras órdenes. Culminaría con la definición de los límites entre los países de Ecuador, Perú, Colombia y Brasil.

## Primeras expediciones y fundaciones

### El Río Amazonas y el viaje al País de la Canela

Primer viaje europeo por el Río Amazonas iniciada el 12 de febrero de 1542 por parte del conquistador español Francisco de Orellana, con la expedición lidearada por Gonzalo Pizarro.

Las mejores fuentes sobre la expedición son la historia del Inca Garcilaso de la Vega y la narración del capellán de Francisco de Orellana, Gaspar de Carvajal, que participó en la navegación del Amazonas. En 1541, Gonzalo Pizarro dirigió una expedición al este de Quito con Francisco de Orellana en busca del "País de la Canela". La razón por la que tomaron esta ruta no se explicaba en los primeros relatos (en aquella época la existencia de La Canela aún se daba por un hecho, por lo que no parecía necesaria ninguna explicación). La razón no quedó clara hasta la publicación de la historia de Pedro Cieza de León, que permaneció manuscrita hasta 1871. Según Cieza de León, Gonzalo Díaz de Pineda acababa de regresar de una exploración de los altos Andes. Había encontrado algunos árboles con aroma de canela, y había entendido a sus informantes que había más y mejores árboles de este tipo en cultivo no muy lejos hacia el este. Gonzalo esperaba encontrar esas "plantaciones de canela". En Quito, Gonzalo reclutó a 220 españoles y 4.000 nativos americanos. El segundo al mando, Francisco de Orellana, fue enviado a Guayaquil para reclutar más tropas y caballos. Gonzalo Pizarro y sus seguidores salieron de Quito en febrero de 1541, un mes antes que Orellana, que pudo traer 23 hombres y varios caballos. En marzo, ambos se reunieron en el valle de Zumaco y emprendieron la marcha hacia el cruce de los Andes. Tras seguir los cursos de los ríos Coca y Napo, la expedición empezó a quedarse sin provisiones. Para entonces habían muerto unos 140 de los 220 españoles y 3.000 de los 4.000 nativos. Construyeron un barco, y en febrero de 1542 decidieron que Orellana, junto con 50 hombres, siguiera navegando por el Napo en busca de alimentos para toda la partida. Tras esperar en vano su regreso, Gonzalo acabó admitiendo que la expedición había sido un fracaso. Decidió buscar una ruta más septentrional para regresar a Quito. Llegó allí, dos años después de su partida, con sólo 80 compañeros supervivientes. Orellana, que nunca encontró grandes reservas de alimentos y no había podido regresar río arriba para reunirse con el grupo principal, continuó río abajo por el Napo hasta el Amazonas y se convirtió en el primer europeo en seguir el gran río hasta su delta.

### Expediciones a la Amazonía y fundación de las primeras ciudades
Después de la fundación de las principales ciudades en la Costa y la Sierra, empezarían las expediciones hacia la amazonía por varios exploradores y conquistadores entre los que destacan:
- En 1539, Gonzalo Díaz de Pineda entró a Baños y fundó el asiento de Sevilla de Oro, ciudad de Macas.
- En 1541, Gonzalo Pizarro y Francisco de Orellana se volcaron hacia la Amazonía y terminaron descubriendo el Río Amazonas.
- En 1541 Pedro de Vergara, conquistó el oriente de la provincia de Azuay. Los territorios de Yaguarzongo, Paltas, Huancabamba y Bracamoros.
- En 1548 Hernando de Benavente y Nuñez de Bobadilla, exploran la región de Santiago-Méndez, habitada por los jíbaros.
- En 1548, Gil Ramírez Dávalos funda las villas de Maspa, Baeza y Ávila.
- En 1552, Egidio Ramírez Dávalos llevó a cabo la fundación de Quijos.
- Entre 1557 y 1559, Juan de Salinas Loyola salió de Loja y fundó las ciudades de Logroño, Valladolid y Loyola. Bajó por el río Amazonas hasta la confluencia con el Ucayali.
- En 1558, Francisco Pérez de Quezada, conquistó las regiones de Apoporis y del Vaupés, y fundó después las villas de Mocoa y Esija.
- En 1560, Gil Ramírez Dávalos fundó la ciudad de Archidona, y la villa de San Juan de Tena.
- En 1563, Melchor Vásquez de Ávila, Andrés de Contero, fundó la ciudad de Alcalá del Río e hizo una nueva fundación de Archidona y de Ávila.
- En 1572, Pedro de Vergara, siguiendo el río Zamora y el Santiago bajó hasta el río Marañón y buscando el río Pastaza llegó al río Rimachuca.

## Las primeras misiones

### Jodoco Ricke y el inicio de las misiones

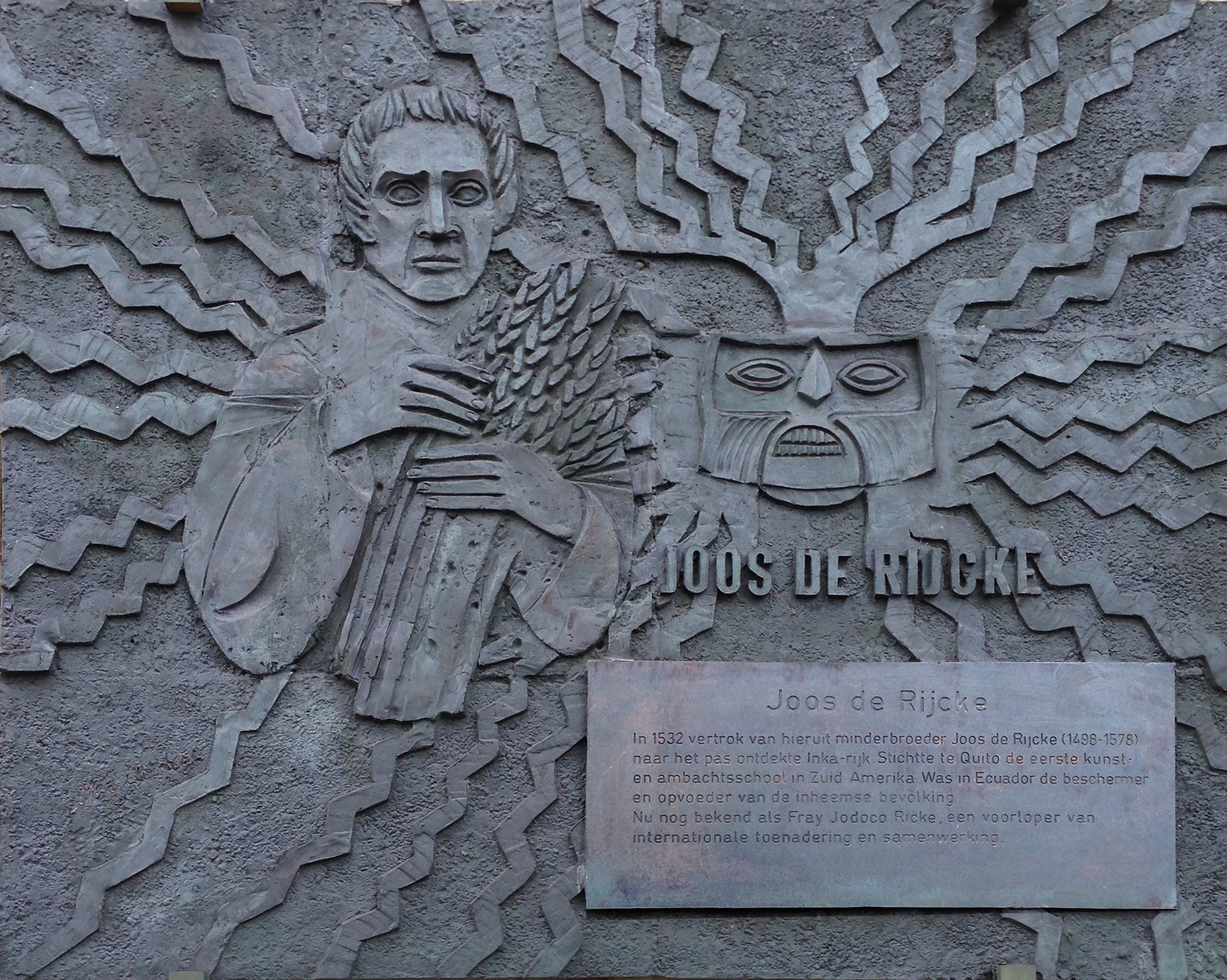
Placa en honor a Jodoco Ricke de Marselaer en Gante, donde lo recuerda como la primera persona que llevó el trigo a América. En el fondo, un sol de la cultura Tolita.

Después de haber ganado el control del territorio con la conquista de Diego de Almagro y Sebastián de Belalcázar empezarían el proceso de evangelización de los pobladores. Además de los dos conquistadores, Pedro de Alvarado también tuvo intenciones de tomar control sobre el territorio y llegaría a las costas de Ecuador con un ejército, municiones y misioneros, dentro de este último grupo estaría Fray Jodoco Ricke. Alvarado vio rápidamente las huellas de los caballos y se percató que llegaba tarde a la conquista, se encontró con Almagro y llegaron al famoso acuerdo en Santiago de Quito, ciudad fundada por el segundo anticipando su llegada. Regresaría el conquistador de Centroamérica con algunos de sus hombres pero Ricke se quedaría en estos nuevos territorios y se convertiría en el "protectores de indígenas", título que haría famoso a Bartolomé de las Casas. Específicamente Ricke que tenía procedencia nobiliaria se encargaría de educar a Francisco de Atahualpa, hijo del último Inca. Lograría que se convierta en un súbdito del Rey y lo apoyaría incluso en la pacificación de algunos levantamientos indígenas que ocurrirían al poco tiempo de terminada la conquista. Su trabajo sería exitoso en su objetivo de integrar a los indígenas al Virreinato del Perú. Se enfocó en la agricultura, trayendo el trigo a América y enseñando a los indígenas técnicas agrícolas (complementarias a las que ya tenían), lo que después sirvió para reducir su territorio y empezar a formar una sociedad sedentaria de mayor magnitud. Aunque estas prácticas ya estaban desarrolladas por los señoríos étnicos, existieron muchas innovaciones como el uso del arado con bueyes, y la construcción de arcos sobre las quebradas de la ciudad para sobre eso construir nuevas edificaciones. Además empezaría la producción de cerveza en el convento siguiendo las prácticas que había aprendido en Bélgica. Aprendería quichua y empezaría el catecismo en el idioma nativo, para lo cual escribiría un libro. Empezaría la construcción de la Iglesia de San Francisco y después seguiría con el resto del convento franciscano, uno de los más grandes del virreinato. Construyó un órgano para celebrar la misa e importaría varios instrumentos de Europa para empezar a enseñarlos a los indígenas. Además iniciaría la escuela quiteña de arte junto a Pedro Gosseal y pocos años después Pedro Bedón. Este sería el modelo exitoso de misiones que empezarían a replicarse sobre el resto de la Audiencia de Quito, empezando con las fundaciones de las primeras ciudades de los Andes como Cuenca, Loja o Ibarra, y continuando después con las misiones a la Amazonía.

### Los primeros misioneros en la Amazonía

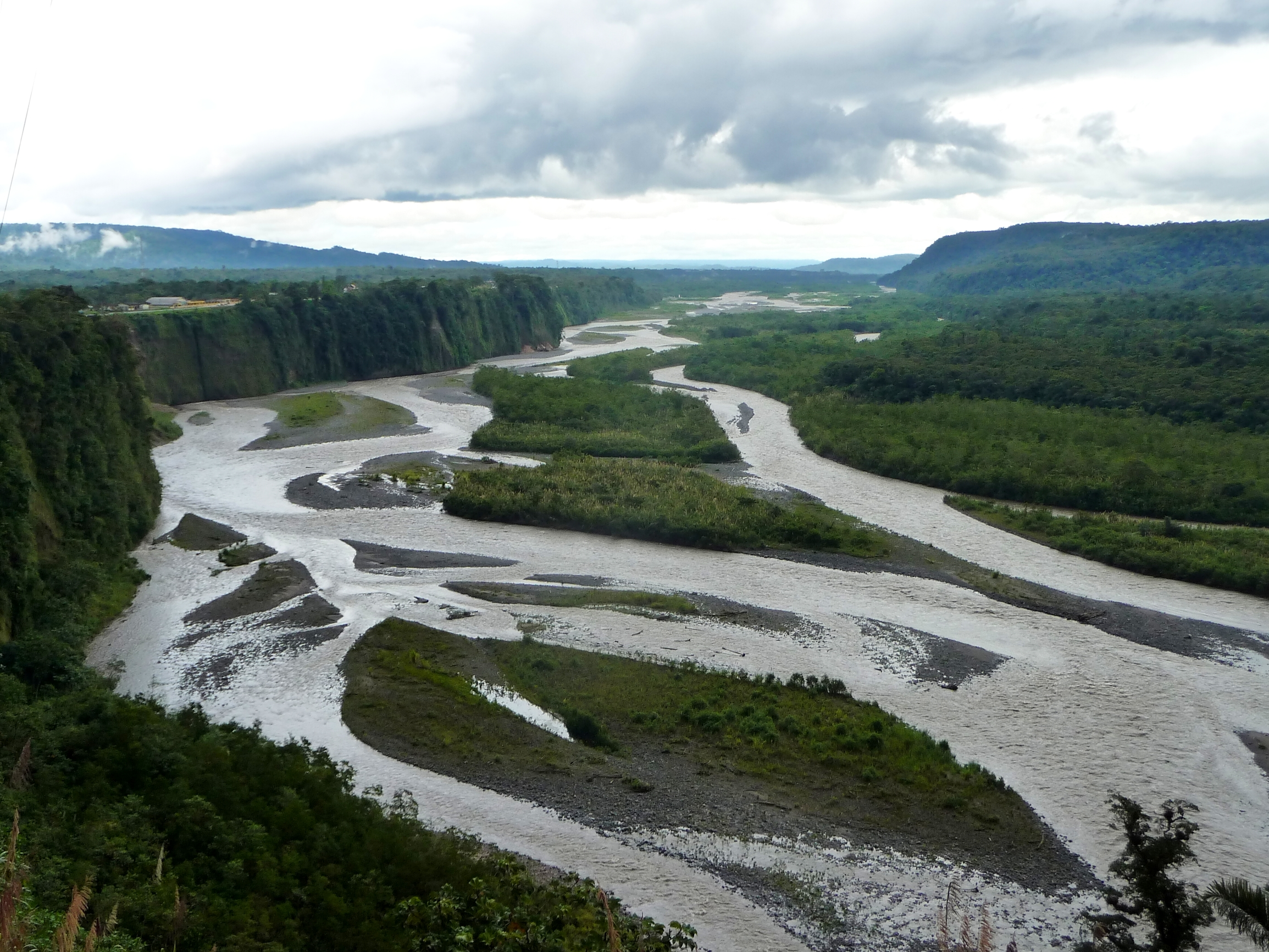
El Río Pastaza

Misión de Baeza: ocurrió al final del siglo XVI, en 1576 empezó la misión de Baeza con el objetivo de la evangelización de los indígenas que vivían en esa región. Dentro de esto es destacable la obra de los Dominicos y los Mercedarios. Los fundadores de este convento incluyeron a los padres Francisco Cárdenas, Juan Argote y Francisco Carrera. En esta misión que tenía como objetivo el cuidado de los Quijos, se llevó a cabo además a través de clérigos seculares y religiosos dominicanos.
Misión de Canelos: Cuatro años después de la misión de Baeza empezó la misión de Canelos que llegaba hasta la provincia de Pastaza. Varios de estos misioneros murieron martirizados durante el levantamiento indígena de 1599. El mantenimiento de estas misiones requirió constante renovación y un siglo más tarde el Padre Santiago Riofrío destacó su labor misional, arriesgando su vida muchas veces para fundar San Jacinto del Copataza, con el objetivo de educar a los niños Shuar e impulsar el cultivo de la canela.
Misión de Putumayo: Después del siglo XVI y a inicios del siglo XVII los Padres Francisco Delgado, Manuel Arias (quien murió en la misión) e Ignacio Soto, empezaron su labor de evangelización en Putumayo. Posteriormente estas misiones se retomarían en el siglo XIX a través de la orden de los capuchinos en la famosa "Mision Capuchina en el Caquetá y el Putumayo que se desarrolló en los años 1893 hasta 1929. Esto sería, sin embargo impulsada por el que para ese entonces ya era el estado colombiano.
Misiones de los Cofanes: Además de esto es importante mencionar la vida del Padre Rafael Ferrer, jesuita, y su sacrificio por la evangelización de los Cofanes en el año 1610. Debido a los excesos de parte de los encomenderos, en esa época hubo un alzamiento de los Cofanes que ponía en peligro la reducción. Para evitar eso, el Padre Ferrer emprendió viaje a la zona con el fin de levantar la casi destruida reducción y continuar con las misiones. Su vida de servicio de casi diez años se vio interrumpida cuando al intentar cruzar un puente que formaba parte del camino hacia la reducción, este fue retirado por los indígenas Cofanes, cayendo Ferrer al río. De esta manera terminaría la obra y vida del padre Ferrer, siendo uno de los mártires más destacados de las misiones que se llevaron a cabo en el Oriente ecuatoriano. Como consecuencia de esto, la Real Audiencia quitó la misión a la Compañía de Jesús y la dio a los Franciscanos para que continúen con la labor.

## Las misiones jesuitas

### Misiones en el Marañón y Amazonas
Aunque son menos conocidas que las Reducciones del Paraguay o también de Canadá, las misiones al Marañón tuvieron importancia histórica por el desarrollo civil y religioso que llegaron a tener, además de todos los sufrimientos que tuvieron que sufrir los misioneros, en total se registraron nueve de ellos que llegaron al martirio por un total de 130 años. Esto se llevó a cabo en el territorio que se extiende desde Borja hasta el Río Negro a lo largo del Amazonas y también desde Andoas en el Río Pastaza y desde el Río Napo hasta las vertientes del Río Huallaga. Es decir desde la línea ecuatorial al norte hasta el grado 8 de latitud meridional. Empezó con la fundación de la población de Borja, en total llegaron a ser veintiún encomiendas de los españoles que se debían visitar y se encontraban dispersas en el Río Marañón. Empezaron con las misiones evangelizadoras saliendo de Quito en 1641 el padre Gaspar Cugía con cuatro indígenas catecúmenos que habían sido anteriormente bautizados en Cuenca. Llegó a Borja con los padres Bartolomé Pérez y Francisco Figueroa en julio de 1642. Con este comienzo empezaría la labor religiosa no sin varios contratiempos. Uno de ellos fue la peste de viruelas que duró siete meses en 1680 y disminuyó mucho la población de la reducción. Para este entonces las reducciones ya conformaban veinte en total de esta misión. Los gastos para sostener estas reducciones salieron inicialmente de los bienes de la compañía de Jesús que había en Quito. Por ejemplo, el cura de Borja tenía asignada la cantidad de 183 pesos con seis reales al año, para lo cual se había solicitado el aumento a 625 y que fueran pagados en la ciudad de Quito preferentemente que tenía una caja con mayor liquidez que la de Loja.

### El apogeo de las misiones en Maynas

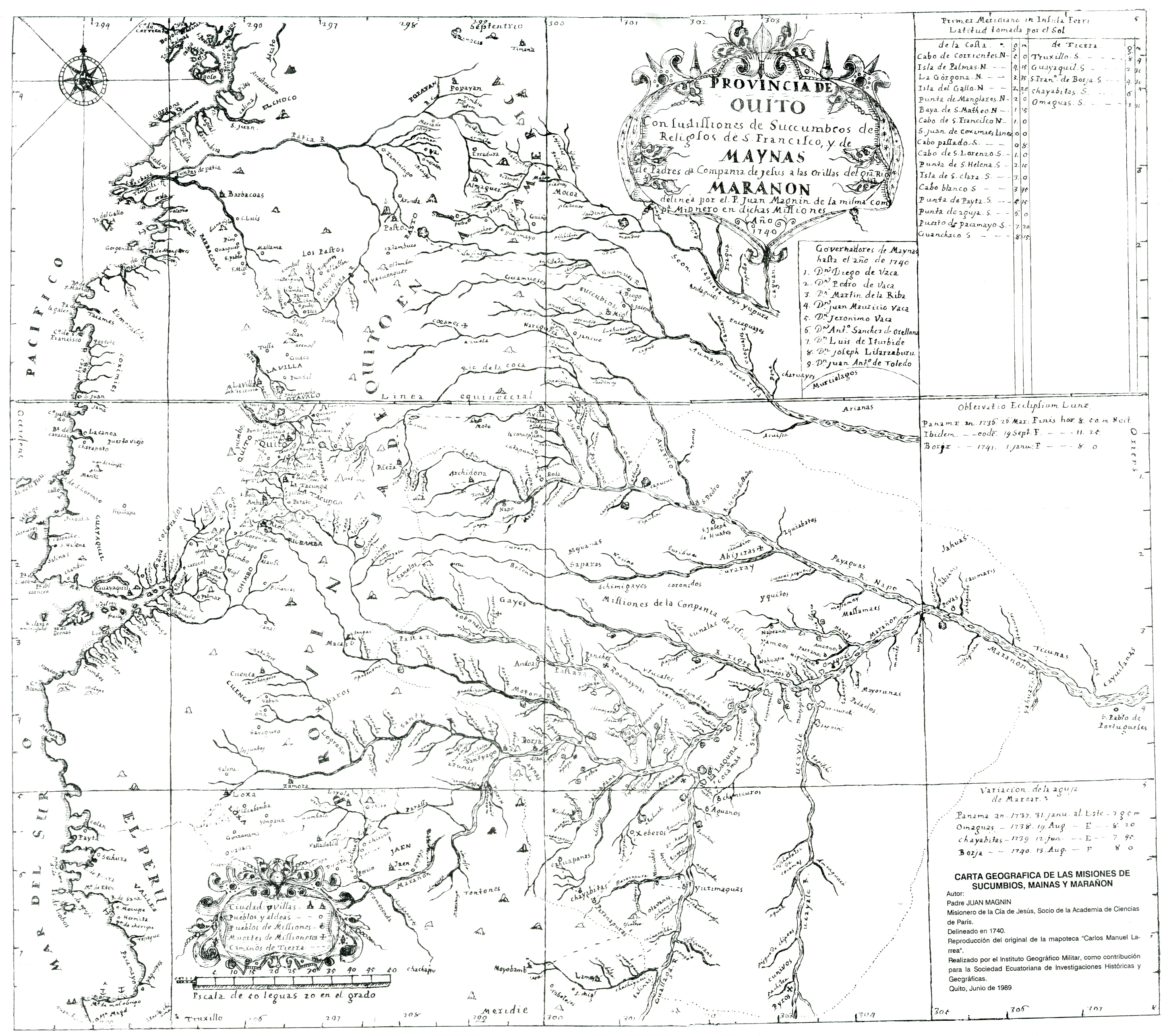
Mapa de la Provincia de Quito con las Misiones de Sucumbíos de Religiosos de San Francisco y de Maynas de los Padres de la Compañía de Jesús por Juan Mangin

Cuando se empezó a dificultar el envío de religiosos al Marañon y había personas que presionaban para llevarlos a Europa, se tuvo que tomar decisiones al respecto. Conseguir religiosos para estos fines necesitaba la intervención de la Corte de Madrid con un Padre Procurador que buscaba personas con vocación, les dotaba de algunos recursos materiales y las facultades Ministeriales que obtenían del Obispado. Era común sin embargo que tanto españoles como americanos enfermen en el Oriente. Las condiciones fueron siempre adversas: un lugar aislado, vivir en un medio desconocido, el clima tropical y palúdico con gente muchas veces hostil y peligrosa. Esto requería una vocación convencida de que era difícil de conseguir. Sería en septiembre de 1684 que el procurador en Madrid, el padre Manuel Rodríguez destinó a Quito a siete jesuitas que serían importantes para la historia. Entre ellos destacaron Juan Gastel de Austria, Samuel Fritz y Enrique Richter de Bohemia, República Checa. Cuando llegaron a San Francisco de Quito en agosto de 1685 se dirigieron al Marañón con José de Cases para realizar conquistas misionales que "aventajen a las anteriores". Gastel fue enviado a Borja, Fritz al inicio a la misión de Omaguas en el Amazonas y por último Richter iría a las Reducciones del Alto Ucayali. Se dedicaron a la catequesis y a la protección de los indígenas de cada población con sus dificultades particulares. Richter por ejemplo luchó contra los hábitos de los Cunivos que tendían a la embriaguez, amenazándoles con irse si no cambiaban, y logrando de esa manera que mejoren las costumbres. Fritz por otro lado fungió como Cura-Doctrinero de los Omaguas, una tribu numerosa que en 1686 decidieron llevarle a las islas del Amazonas en 1686 que se encuentra entre Napo y Putumayo. Fritz fundó además San Joaquín por haber recibido de la Duquesa de Arcos una imagen de este santo cuando se destinaba a la reducción. Le siguieron más reducciones como la de Nuestra Señora de Guadalupe y la reducción de San Pablo. En cada una de ellas construyó Fritz una iglesia. Además, a todas estas reducciones visitó el padre Zárate con el fin de construir un informe que presentaría al Rey Felipe V. Visitó muchos lugares y organizó un gran reporte que decía "El número de almas que viven en los pueblos de la misión, serán cosa de diez mil personas y los padres que las cuidan son dieciocho, y con el sacerdote seglar, Don José Bahamonde, son diecinueve los misioneros". Esta visita era de control pues no faltaban las controversias y rumores de que los padres se dedican al comercio y contrabando con los indígenas en las reducciones. En su apogeo, a finales del siglo XVII e inicios del siglo XVIII las reducciones de las misiones jesuitas en Maynas llegaron a superar las mil personas y en caso de San Miguel y Anejos las dos mil. Los censos no fueron simultáneos y se registran los datos de acuerdo a las visitas de los informantes del Rey en el que se llegó a contabilizar a un total de 13.674 personas. Esto pone en contexto las misiones de la Amazonía con las misiones jesuíticas guaraníes que en su punto más bajo tuvieron 36 mil personas en el año 1643 y en el más alto 141 mil en 1732, por lo que la dificultad del clima, las constantes enfermedades que diezmaban la población, el relativo aislamiento, los peligros de los animales y la hostilidad de los indígenas dificultó su desarrollo a pesar de todos los esfuerzos invertidos de los misioneros que zarpaban de Quito, Cuenca y Loja principalmente.
| Reducción                                | Misionero                | Personas |
| La Concepción de Archidona y Anejos      | Javier Crespo            | 997      |
| San Miguel y Anejos                      | Francisco de Real        | 2063     |
| San José                                 | Joaquín Pietragrassi     | 376      |
| San Javier                               | Hermano Salvador Sánchez | 638      |
| San Francisco de Borja y Anejos          | Juan Magnin              | 223      |
| La Concepción de Cahuapanes              | Francisco Reen           | 485      |
| La Concepción de Jeveros y Anejos        | Ignacio Mikel            | 1302     |
| San Javier de Chamicuros y Anejos        | José Bahamonde           | 336      |
| Santo Tomás de Andoas de Pinches y Gayes | Enrique Franzen          | 555      |
| La Presentación de Chayavitas            | Ignacio Falcón           | 672      |
| La Laguna                                | Adan Schaeigen y Guill   | 1109     |
| Las Nieves de Yurimahuas                 | Leonardo Deubler         | 534      |
| San Juan de Urainas                      | Francisco Pérez          | 563      |
| San Regis de Yameos                      | Sancho Araujo            | 1064     |
| San Felipe de Amaonos                    | Juan Herrais de Vallecas | 205      |
| San Simón de Nahuapó                     | Sancho Araujo            | 506      |
| San Joaquín de Omaguas                   | Adán Widman              | 896      |
| San Paglo de Napeanos                    | Martín Iriarte           | 545      |
| San Ignacio de Pebas y Anejos            | Franc. Falconvelli       | 605      |

### Los jesuitas en Napo y Pastaza

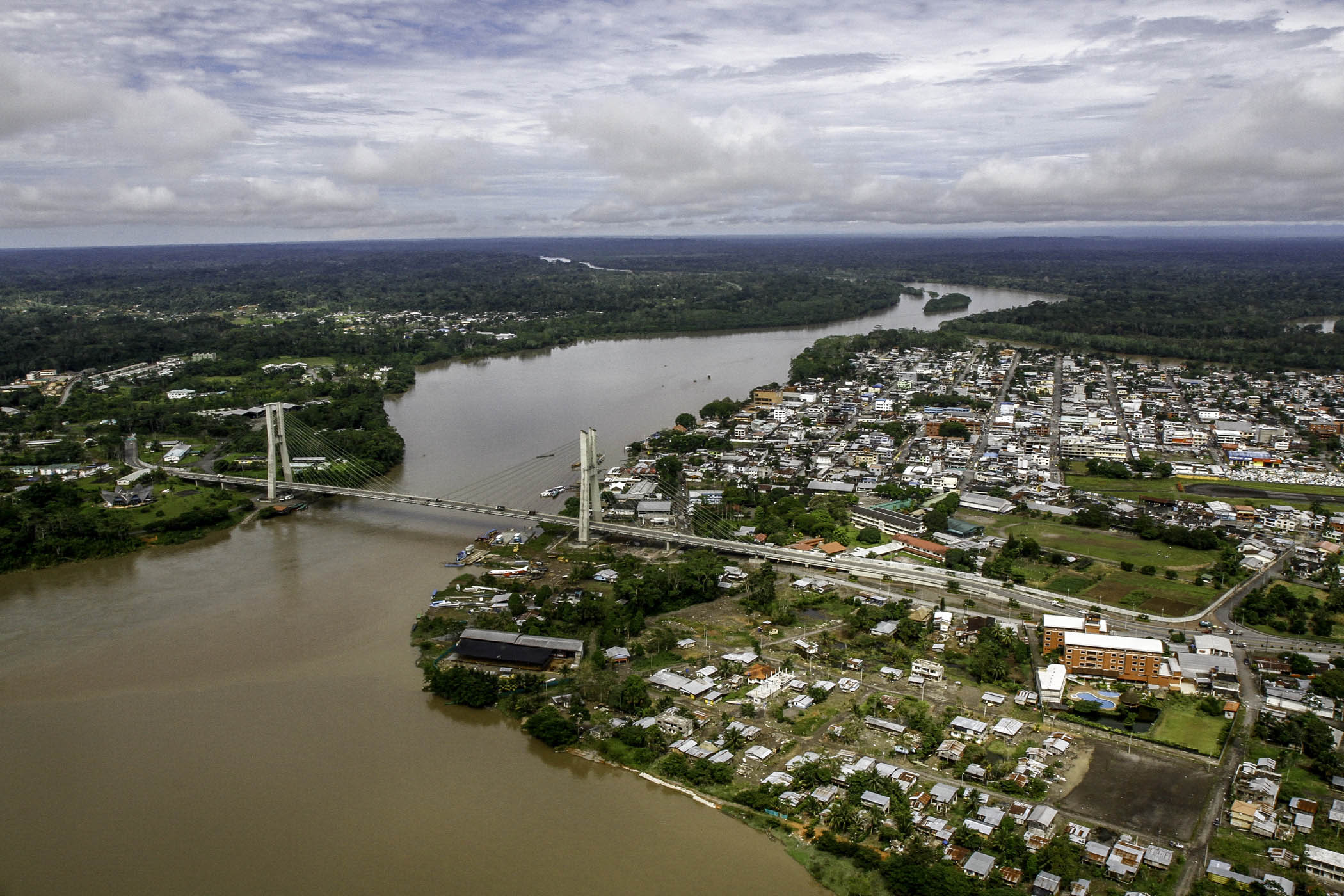
Río Napo en el Puerto Francisco de Orellana. Se encuentra en lo que históricamente fue la zona de Quijos. Gonzalo Díaz de Pineda hizo la primera expedición en 1538. Después Gonzalo Pizarro y Francisco de Orellana realizaron una nueva exploración que terminó con el descubrimiento del río Amazonas en 1541. El lugar tenía poca población conformada principalmente por indígenas y misioneros hasta el descubrimiento de petróleo en 1970.

La Compañía de Jesús empezaría su apostolado en esta región, la Hoya Amazónica en el año 1656 al lograr pacificar a los indígenas Romainas y Záparos gracias a una expedición que había salido de la reducción de Borja con un capitán y 25 soldados españoles, así como algunos indígenas ahora amigos. La forma en la que se pensó diseñar la reducción fue dos parcialidades que tengan el mismo idioma pero que estén separados por cierta distancia. El primer poblado tomó el nombre de los Santos Angeles Custodios de Romains. De ahí saldría el padre Conversor a visitar las rancherías de los indígenas. Apoyó de forma sustancial el padre Lucas Majano, de Guayaquil a inicios del año 1658 aunque fallecería solo dos años después mientras organizaba dos pueblos: San Salvador de Záparos y Jesús de coronados que se encuentran sobre el Río Pastaza. Se buscó un reemplazo de algún otro padre de las reducciones aledañas. Además también se aprovechó para recorrer el territorio de manera genera, para ello el padre Lucas quien saldría de otra reducción y recorrería río arriba toda la zona del Curaray, donde fundaría una nueva reducción llamada San Miguel de Avijiras en abril de 1665. Dejaría encargado de todo al padre Esteban Caicedo. Recorrió toda la región y después informaría a Francisco de Figueroa, Superior de Maynas, en mayo de 1665 sobre todo el recorrido y catequización del río Curaray y sus afluentes. Para entonces la misión del Marañón ya tenía cerca de 28 años desde su inicio. Empezó la catequesis pero lo que más impedía en estos casos la conversión era la poligamia de los caciques que era practicada en gran escala y que era imitado por el resto de personas.

### Los peligros de las misiones
Al igual que las misiones jesuíticas en Japón y Canadá, existieron muchos mártires en las misiones amazónicas. Las causas de los fallecimientos fueron enfermedades tropicales, conflictos con los indígenas o accidentes naturales, que frecuentemente significaba morir ahogado en algún río.
- Rafael Ferrer
- Francisco Figueroa
- Pedro Suárez
- Agustín Hurtado
- Francisco Herrera
- Enrique Richter
- José Vásquez
- Nicolás Lanzamani
- Francisco del Real
- José Sánchez Casado
- Manuel Uriarte
- Adam Schaeffgen
- Raimundo Santacruz
- Francisco Bazterrica
- Antonio de Aguilar
- Lucas de la Cueva
- Sebastián Cedeño
- Lucas Majano
- Tomás Majano
- Jerónimo Álvarez
- Esteban Caicedo
- Ignacio Falconvelli
- Samuel Fritz
- Juan Gastel
- Bernardo Zurmühlen
- Francisco Vidra
- Pedro Gastner
- Pedro Bollaert
- Juan Saldarriaga
- Enrique Frantzen
- Francisco Güells

### Las misiones y la expulsión de los jesuitas

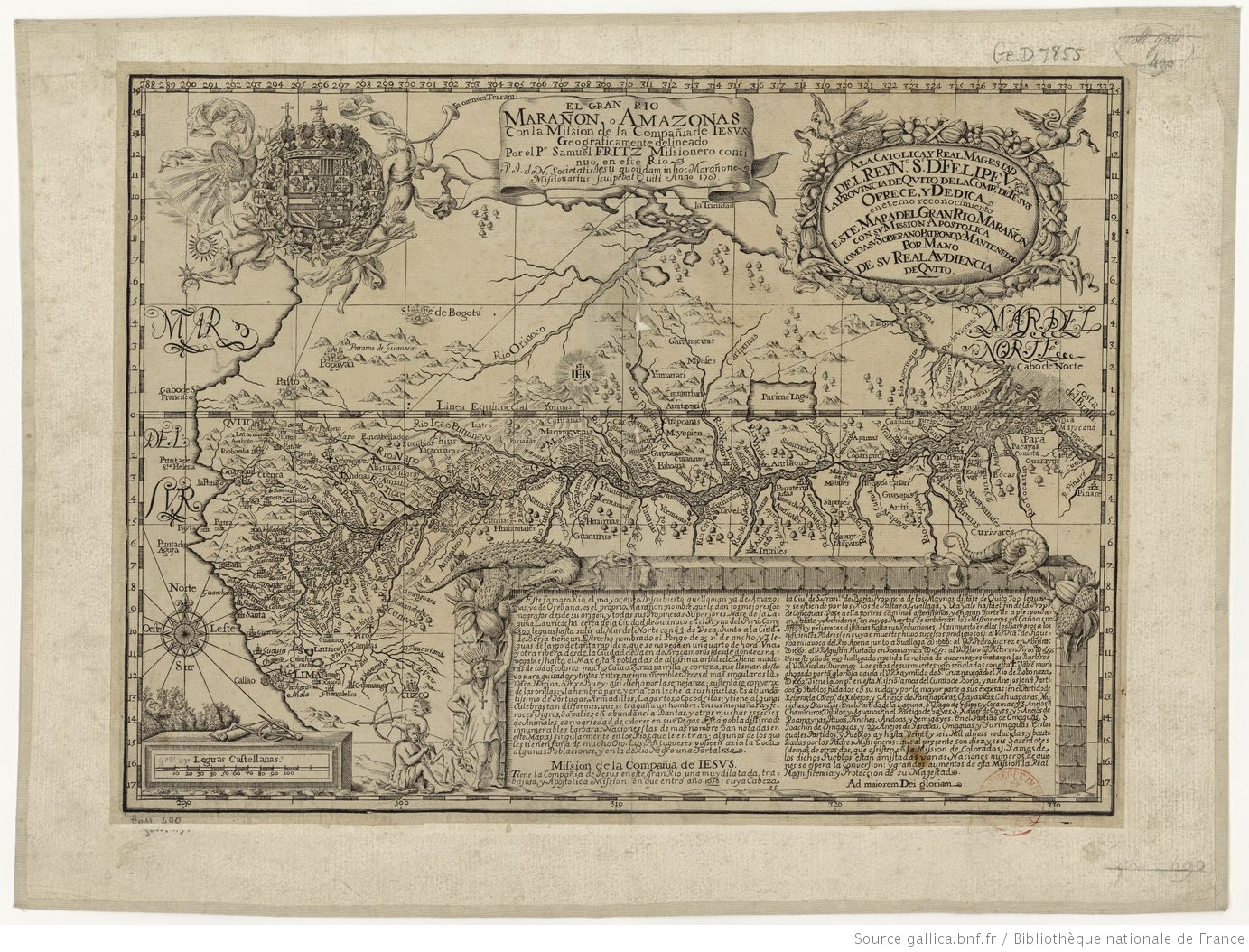
El gran río Marañon o Amazonas por Samuel Fritz

En el siglo XVIII continuaron con el desarrollo de las misiones pero ahora tenían también que enfrentar la ocupación portuguesa de la amazonía. Para ello el padre Samuel Fritz viajaría a Lima con el objetivo de denunciar ante el Virrey la ocupación de portugueses de Yurimaguas y Omaguas. Era tan profundo el conocimiento de este misionero del lugar que presentó un mapa de las misiones y explicó la situación a las autoridades. Sin embargo, no se envió ninguna defensa. En sus últimos días el padre Fritz viviría en jeveros donde enfermaría y moriría finalmente el 20 de enero de 1727 con 75 años habiendo dedicado 42 de ellos a las misiones. Después en julio de 1762 recibió como nombramiento de Superior de la Misión de Mainas, Francisco Javier Weigel. Buscó que lleguen más misioneros jesuitas desde Madrid. Diez años antes Fernando VI había solicitado enviar a Quito 90 jesuitas para repartirse en cada misión así como otros territorios de la Real Audiencia. Fue así que desde Cádiz saldrían 14 jesuitas en 1754 primeramente, y después seguirían en partidas de ocho en promedio. El costo de estos viajes estaba alrededor de 60 mil pesos y les asignaba el Rey una pensión de 200 pesos por año y 90 al sacristán que los acompañaba. Los otros gastos los cubría la Procura llamada de Mainas. Incluía delegados, donativos de particulares que estaban vinculadas a la Compañía (como en su momento fue la familia de Santa Mariana de Jesús). Además de ello las haciendas que lograron comprar los jesuitas fueron importantes en la Audiencia y las administraron con mucha prudencia. El legado de ello es la Iglesia de la Compañía para Quito, y las Misiones de Mainas para la Iglesia.
Además de la violencia y los mártires, las enfermedades también cobraron vidas. Las epidemias de viruelas importantes de las que se tiene registro sucedieron en 1680, 1749, 1756 y en 1762. Para ello el Colegio de Quito buscaba siempre mantener un inventario suficiente de medicinas. Se sabe que el padre Martínez Rubio empezó la primera farmacia conocida en ese entonces como "botica" en 1684. Esto sería el inicio del desarrollo de la medicina que unas décadas más tarde vería abierta su primera facultad en la universidad de Santo Tomás, ligada a la orden dominica gracias al impulso Fray Ignacio de Quezada y Bartolomé García. Se usaba el "Florilegio Medicinal" del jesuita alemán Juan Steyneffer que había sido misionero en el Virreinato de Nueva España por 35 años. Fue enviado una copia por parte de Juan Castañeda a "los muy reverendos. padres misioneros de la Compañía de Jesús de las provincias del Gran Río Marañón y Amazonas". Se sabe además que Eugenio de Santa Cruz y Espejo tuvo uno como parte de sus estudios y el informe que presentaría en contexto de la Real Expedición Filantrópica de la Vacuna.

Las implicaciones de la expulsión y el trayecto de los jesuitas, hacia Europa fue extenso, especialmente aquellos que se encontraban en las misiones como muestra esta carta del misionero Javier Crespo escrito en Piura el 7 de noviembre de 1768 al funcionario español Joseph Diguja:
Señor. Recibimos la de V. S. de 6 de Enero el 16 de Abril, y en cumplimiento de la orden escrebimos luego a Moyobamba para que regresase el sacerdote que debía relevarnos. Éste enfermó, y fue preciso que por mis instancias enviase otro el Vicario de Moyobamba. Éste tardó en llegar hasta fines de mayo, y entregando la iglesia, salimos el 6 de junio para las misiones, y hemos peregrinado cerca de cinco meses, con las precisas detenciones, en buscar gente y avíos en donde ha sido necesario mudar. Ya estamos con el favor de Dios en Piura, y con barco que saldrá en breve (según dicen) para Panamá. De Jaén nos han dado los avíos hasta acá, como V. S. nos lo previno, y aquí hallamos el partido y la buena acogida que todos agradecemos muy de corazón al favor y caridad de V. S. que todo lo previno. Se está haciendo la ropa que pareció a los Señores necesaria para el largo tránsito que nos resta, de que a los Sres. Oficiales reales estamos agradecidos. Dios remunere a todos la caridad que usan, como quien es, y guarde a V. S. lleno de felicidad, gracia y méritos los muchos años que a bien de sus pueblos, etc.
De esta forma se terminarían las misiones por ese siglo de la orden de los jesuitas que para ese entonces se contabilizaban los siguientes misioneros:
| Origen de los misioneros  | Número |
| Americanos                | 63     |
| Españoles                 | 43     |
| Alemanes, Suizos y Checos | 32     |
| Italianos                 | 20     |
| Portugueses               | 1      |
| Franceses                 | 1      |
| Total                     | 161    |

## Resumen de las misiones

### Misión alta del Marañón
| Reducción                                  | Fundación | Personas | Misionero                    | Referencia actual         |
| ------------------------------------------ | --------- | -------- | ---------------------------- | ------------------------- |
| Ciudad de Borja                            | 1619      | 28       | Franciosco Javier Weigel     | Borja (Datem del Marañón) |
| San Ignacio de Mainas                      | 1645      | 300      |                              | Provincia de Maynas       |
| Santiago de La Laguna                      | 1670      | 1600     | Adán Widman                  | Cocamas                   |
| San Juan Evangelista de Mainas             | 1759      | 100      |                              | Provincia de Maynas       |
| La Limpia Concepción de Jeveros            | 1638      | 1500     | Francisco Javier Pindedorler | Distrito de Jéberos       |
| San Javier de Chamicuros                   | 1671      | 1000     | Carlos Abrizzi               | Chamicuros                |
| Nuestra Señora de las Nieves de Yurimaguas | 1689      | 300      | Leonardo Deubler             | Yurimaguas                |
| San Regis de Lamistas                      | 1718      | 200      |                              | Lamas (Perú)              |
| Presentación de Chayavitas                 | 1679      | 700      | Dionicio Ibañes              |                           |
| Nuestra Señora de Loreto de Paranapuras    | 1652      | 300      | Pedro Berroeta               | Río Paranapura            |
| San Estanistlao de Muniches                | 1652      | 200      |                              | Muniche                   |
| Concepción de Cahuapanes                   | 1726      | 750      | Pedro Esquini                | Distrito de Cahuapanas    |

### Misiones del Pastaza
| Reducción                                | Fundación | Personas | Misionero       | Referencia actual  |
| ---------------------------------------- | --------- | -------- | --------------- | ------------------ |
| Santo Tomé de Andoas                     | 1707      | 400      | Martín Schewna  | Distrito de Andoas |
| San José de Pinches                      | 1698      | 200      | Juan Cenitagoga | Taushiro           |
| Nuestra Señora de los Dolores de Muratas | 1755      | 800      | Andrés Camacho  | Candoshis          |
| Corazón de Jesús de Jívaros              | 1767      | 200      |                 | Shuar              |

### Misión baja del Marañón
| Reducción                              | Fundación | Personas | Misionero                 | Referencia actual                 |
| -------------------------------------- | --------- | -------- | ------------------------- | --------------------------------- |
| San Joaquín de Omaguas                 | 1689      | 600      | José Palme                | Iglesia de San Joaquín de Omaguas |
| San Fernando de Mayorunas              | 1744      | 200      |                           | Mayoruna                          |
| San Regis de Yameos                    | 1730      | 500      | Manuel Uriarte            | San Pablo de Nuevo Napeanos       |
| San Javier de Urarinas                 | 1737      | 600      | Nauricio Caligari         | Distrito de Urarinas              |
| San Pablo de Napeanos                  | 1737      | 300      | José Montes               | San Pablo de Nuevo Napeanos       |
| San Ignacio de Pebas                   | 1733      | 700      | José Bahamonde            | Distrito de Pebas                 |
| Nuestra Señora del Carmen de Mayorunas | 1761      | 100      |                           | Mayoruna                          |
| Nuestra Señora de Loreto de Ticunas    | 1760      | 700      | Segundo del Castillo      | Tikunas                           |
| Santa Bárbara de Iquitos               | 1740      | 500      |                           | Iquitos                           |
| Nuestra Señora de la Luz de Iquitos    | 1741      | 400      | Juan del Salto y H. Pedro | Iquitos                           |
| San José de Iquitos                    | 1741      | 100      | Schoenerman               | Iquitos                           |

### Misión del Napo y Aguarico
| Reducción                     | Fundación | Personas | Misionero                | Referencia actual |
| ----------------------------- | --------- | -------- | ------------------------ | ----------------- |
| Nombre de Jesús de Tiputini   | 1737      | 300      |                          | Tiputini          |
| Santísima Trinidad de Capocuy | 1752      | 350      |                          |                   |
| San Miguel de Ciecoya         | 1737      | 200      | José Romei y Juan Iburti | Aido pai          |
| Nombre de María de Guayoya    | 1742      | 100      |                          |                   |
| San Javier de Icahuates       | 1725      | 100      |                          | Icahuates         |
| San Pedro de Payaguas         | 1732      | 200      |                          | Maijuna           |

### Lista de principales historiadores y cronistas de las misiones
- Francisco Ponce de León
- Ignacio de Quesada
- José de Maldonado
- Bartolomé Ochoa de Alácano
- Pablo Maroni
- Francisco de Figueroa
- Manuel Rodríguez
- Samuel Fritz
- Rodrigo Barnuevo
- Juan Magnin
- Pedro Mercado S.J.
- José Chantre y Herrera
- Manuel J. Uriarte
- Toribio Medina
- Gaspar de Carvajal
- Gonzalo Pizarro
- Francisco de Orellana
- Alonso de Rojas Bujalance

## La transición de misioneros a clérigos

### Clérigos, diocesanos y religiosos sustituyen a los misioneros jesuitas

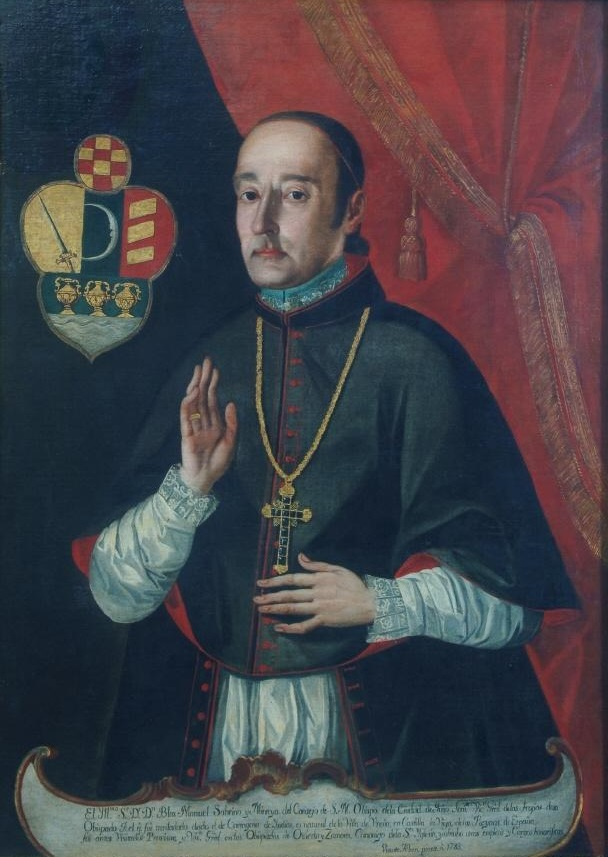
Blas Sobrino y Minaño

Una vez expulsados los jesuitas, surgió el problema de mantener el control sobre el territorio amazónico ante los bandeirantes portugueses. Para esta razón el Prelado Diocesano de Quito Pedro Ponce y Carrasco siguiendo Órdenes de Madrid buscó una forma de proveer de sacerdotes que sustituyan a los de la Compañía de Jesús. Por esta razón, en febrero de 1770 entraría el primer grupo de franciscanos con Joaquín Barritieta siendo su Comisario de un total de 13 religiosos. Al año siguiente fueron enviados 21 sacerdotes. Sin embargo no se logró contener la decadencia de las Misiones. Ya lo describe González Suárez:
Considerados, dice, los pueblos de Misiones como Parroquias de montaña, no entraban a servirlos como Curas sino aquellos indiviudos que, a fuer de pobres y necesitados, se comprometían a pasar en las Misiones unos cuantos años, labrando merecimientos para obtener después un Beneficio pingue con que poder mejorar de condición social, redimiéndose de la penuria y de la escesez en que antes habían vivido. 
Para ello Blas Sobrino y Minaño al darse cuenta de la situación solicitó enviaran más personas a través de una comunicación al Real Consejo de Indias. Logró que se envíen más misioneros franciscanos por lo que la orden religiosa solicitó que se nombren Procuradores de la Misión. Llegar a los sitios era difícil: saliendo desde Quito tomaba 13 días que se recorren a voluntad de los "indios guías". Por ejemplo se subía por el Río Pastaza que desemboca en el Marañón y se llegaba al pueblo de Santander en 14 horas y media. En cambio para llegar a Guasaga tomaba 63 horas o al pueblo de San José de Pinches un total de 39 horas. Desde el Obispado de Quito se enviaron presbíteros que se convertirían en los nuevos misioneros entre los cuales destacaron los siguientes:
- Juan de la Rúa
- Tomás Fernández Arenas de corrales
- Manuel Miranda
- Tomás de la Barrera
- Pedro José López
- Antonio Bernardino Peñafiel
- José Ayllón
- Juan Suasti
- Mariano Jácome de Estrada y Montero
- Pedro Vicente Albán
- Tomás de la Bárcena

Esta transición ocurrió sobre todo bajo el Gobierno Episcopal de Blas Sobrino y Minayo a partir de lo cual quedaba encaminada la atención y servicio misionero que se enfocaba principalmente en las tres grandes zonas de la Hoya Amazónica: Quijos, Jaén y Maynas.

### La Real Cédula del 15 de julio de 1802 y la creación del Obispado de Maynas
Francisco de Requena había escrito un informe al Real Consejo de Indias en marzo de 1799 que proponía principalmente tres cosas:
1. Que el Gobierno y Comandancia Militar de Maynas se pongan a disposición y dependencia del Virrey del Perú.
2. Que las misiones de este Govierno se entreguen al cuidado de la orden franciscana de Ocopa en Perú que tenía un colegio con el fin de formar misioneros. De esta manera se evitaba que sean atendidos por la Diócesis de Quito.
3. Que se erija un obispado sin cabildo para el territorio oriental de Maynas, Quijos, Pastaza, Napo y Marañón.

Como consecuencia de esto, Antonio Huertas, Comisario de su Orden en Quito hizo instancias ante el Real Consejo de Indias para revertir la situación. Sin embargo, por el Real Decreto, el 17 de mayo de 1804 se nombró como Obispo de las Misiones de Maynas a Hipólito Sánchez Rangel. En 1814 se pidió un informe al gobernador de Quijos Manuel Fernández Alvarez que comunicó la situación:
"Pueblos que se hallan sin sacerdotes: Santiago de las Montañas, hace cinco años que no tiene. Ciudad de Borja hace cinco años que no tiene. Pueblo de Urarinas se halla sin padre hace cinco años, Pueblo de Iquitos, hace seis años que murió un lego catequista, Pueblo de Orán nunca ha tenido sacerdote. Pueblo de Santander que hace cuatro años que se fue un lego catequista [...]" 
Toribio Montes quien fuera Presidente de la Audiencia de Quito al recibir los informes propuso la restauración de la Compañía en Maynas, sin embargo la inestabilidad política dificultaba que las decisiones tomadas se sostengan a largo plazo. Como resultado de las guerras de la independencia y con el nacimiento de la Gran Colombia se buscaría que regresen las misiones bajo la jurisdicción civil y eclesiástica de Quito, como Departamento del Sur de la Gran Colombia ya de manera separada de la Monarquía española, a partir de lo cual empezarían las disputas de lo que a futuro sería el Conflicto limítrofe entre el Perú y el Ecuador.

## Documentos históricos relacionados con las misiones en la Amazonía

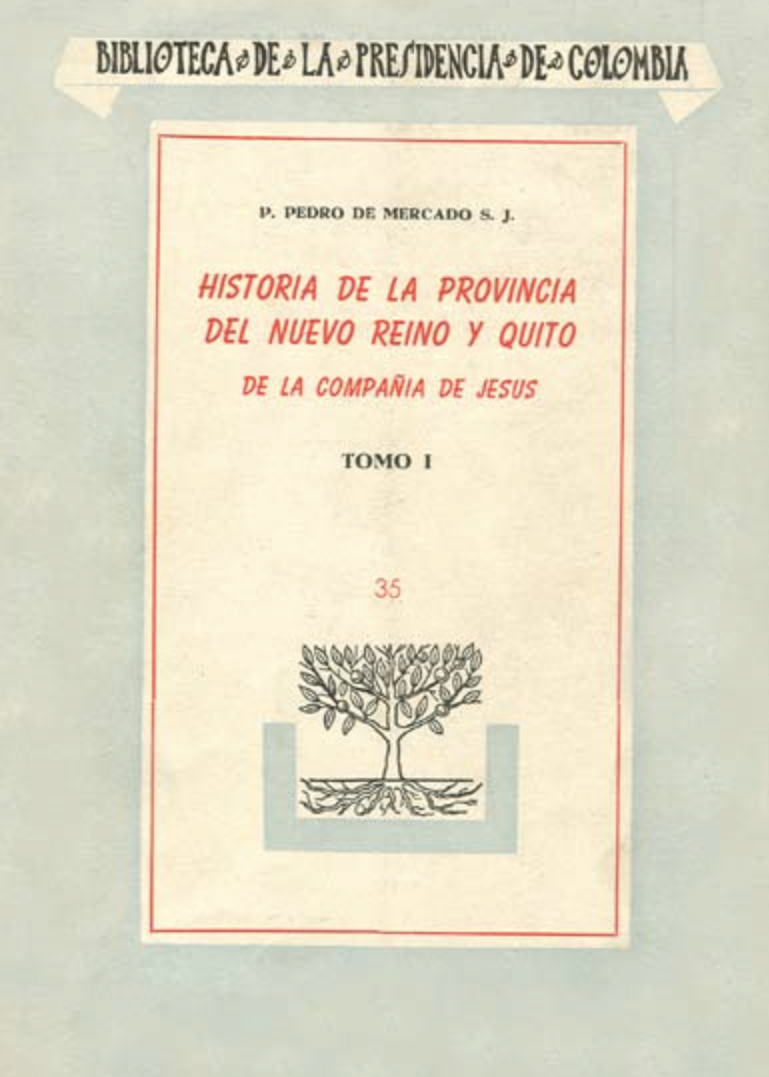
Historia de la Provincia del Nuevo Reino y Quito de la Compañía de Jesús por Pedro de Mercado, quien dedica dos capítulos a las misiones en Maynas donde se cree el fue enviado cuando empezaba su ordenamiento en la Compañía. Es autor de las primeras monografías antropológicas y trabajos naturalistas al registrar las costumbres de los habitantes y también la flora y fauna del lugar.

Primeras crónicas y documentos históricos sobre la Amazonía:
- Cartas del explorador Francisco de Orellana[11]
- Nuevo descubrimiento del Gran Río de las Amazonas escrito por Cristóbal de Acuña[12]
- Historia y viaje del Mundo por Pedro Ordóñez de Cevallos[6]
- Diario de la entrada que hizo el P. Pablo Maroni por el río coriño o Pastaza el año 1737 por Pablo Maroni[13]
- Noticias auténticas del famoso río Marañon y misión apóstolica de la Compañía de Jesús de la provincia de Quito por Pablo Maroni[13]
- Informe de las misiones del Marañón, Gran Pará y río de las Amazonas por Francisco de Figueroa[13]
- Historia de las Misiones de la Compañía en el Marañón Español que habían pertenecido a la provincia de Quito por José Chantre y Herrera[13]
- Diario de un Misionero en Maynas por Manuel J. Uriarte[14]

Relaciones sobre el descubrimiento del Río Amazonas:
- Relación sobre el Descubrimiento del Río Amazonas por Fray Gaspar de Carvajal[15]
- Relación del nuevo descubrimiento del famoso río grande por Toribio Medina[13]
- Relación del Descubrimiento del Río Amazonas y hoy San Francisco de Quito por Alonso de Rojas Bujalance[13]
- Relación apologética del antiguo como del nuevo descubrimiento del río Amazonas según los misioneros de la Compañía de Jesús por Rodrigo Barrionuevo[13]

Escritos pastorales en defensa de los indígenas:
- Informe como prior de San Pedro Mártir, "relación" escrita por Fray Pedro Bedón[16]
- Itinerario para párrocos de indios por el Obispo de Quito Alonso de la Peña Montenegro[17]

Trabajos lingüísticos:
- Compendio de la Doctrina Cristiana para los Cofanes Rafael Ferrer[6]
- Vocabulario de la lengua Peruana-Quinense por Juan de Velasco[10]
- Cartas dirigidas a Lorenzo Hervás y Panduro por Juan de Velasco[10]

Primeras monografías antropológicas y naturalistas:
- De los matrimonios entre estas naciones que contiene el Gran Para o Marañón por Pedro de Mercado[18]
- Las fiestas de estos indios antiguamente consistían en beber por Pedro de Mercado[18]
- De algunos peces que hay en las aguas de los ríos que cruzan por estas tierras por Pedro de Mercado[18]
- De los animalejos que pueblan el aire y molestan a los que habitan en estas tierra por Pedro de Mercado[18]
- De varios géneros de hormigas (insectos-abejas), unas que causan gusto y otras que dan pesadumbre por Pedro de Mercado[18]

Escritos de los misioneros durante la expulsión de la Compañía:
- Antología poética por Pedro Berroeta, misionero en Paranapuras y Muniche.[10]
- Carta dirigida a Joseph Diguja por Francisco Javier Crespo, misionero en el Marañón.[10]
- Diario del arresto en Quito y viaje a Italia por Isidro Losa, misionero en Napo.[10]

La cosmografía y los primeros mapas de la Amazonía:
- Carta de la provincia de Quito y sus adyacentes por Pedro Vicente Maldonado[19]
- Mapa del Gran Río Marañón o Amazonas con la misión de la Compañía de Jesús por Samuel Fritz[20]
- Mapa de la Provincia de Quito con las Misiones de Sucumbíos de Religiosos de San Francisco y de Maynas de los Padres de la Compañía de Jesús por Juan Mangin[21]

Estudios científicos durante la ilustración:
- Apuntes acerca de la línea de demarcación entre las conquistas de España y Portugal en el río Marañón de Samuel Fritz
- Geografía de las misiones del Marañón. Origen y principio del gran río y su curso hasta el Pará de Samuel Fritz
- Origen, progresos y mutaciones de las N. Reducciones de Napo, de Juan Mangin[22]
- Relación de los Aumentos de la Misión de los Aguaricus este año de 1739, de Juan Mangin[22]
- Breve descripción de la Provincia de Quito, de Juan Mangin[22]
- Descubrimiento del (río) Nucuray por Juan Mangin[22]
- Diccionario geográfico-histórico de las Indias Occidentales por Antonio de Alcedo[23]